# Vetimicrotes nartshukae
Vetimicrotes nartshukae är en tvåvingeart som först beskrevs av Negrobov 1976.  Vetimicrotes nartshukae ingår i släktet Vetimicrotes och familjen styltflugor. Inga underarter finns listade i Catalogue of Life.